# السوالم (المنيا)
قرية السوالم هي إحدى القرى التابعة لمركز دير مواس بمحافظة المنيا في جمهورية مصر العربية. حسب إحصاءات سنة 2006، بلغ إجمالي السكان في السوالم 4446 نسمة، منهم 2255 رجلا و2191 امرأة.